# You Me Her
You Me Her är en amerikansk-kanadensisk dramakomediserie på Netflix som kretsar kring ett gift par i förorten som inleder ett polyamoröst förhållande. Serien utspelar sig i Portland, Oregon och skapades av John Scott Shepherd. Serien har marknadsförts som TV:s "första polyromantiska komedi".
Serien hade premiär i mars 2016. Den femte och sista säsongen hade premiär i juni 2020.

## Handling
Serien kretsar kring det gifta paret Jack och Emma Trakarsky i Portland, Oregon. De är i 30-årsåldern och vill bilda familj, men deras brist på sexlust försvårar detta. De anlitar en eskort för att få fart på sexlivet och träffar då Izzy Silva, en 25-årig kvinna som är doktorand och arbetar som eskort på deltid. Både Jack och Emma blir så småningom förälskade i Izzy som visar sig känna likadant för dem. Jack, Emma och Izzy inleder ett polyamoröst förhållande, vilket medför helt nya utmaningar när de måste navigera ett minfält av nyfikna grannar med snäva sociala normer och fördomar samtidigt som de kämpar med sina egna känslor och osäkerheter medan de anpassar sig till den nya situationen.

## Medverkande

### Huvudroller
- Greg Poehler som Jack Trakarsky, studievägledare och Emmas man
- Rachel Blanchard som Emma Trakarsky, arkitekt
- Priscilla Faia som Isabelle "Izzy" Silva, doktorand i psykologi och eskort
- Melanie Papalia som Nina Martone, Izzys bästa vän

### Återkommande (i urval)
- Jennifer Spence som Carmen Amari, en av Trakarskys grannar och Emmas bästa vän
- Ennis Esmer som Dave Amari, en av Trakarskys grannar och Jacks bästa vän
- Jarod Joseph som Andy Cutler
- Kevin O'Grady (säsong 1) och Dave Collette (säsong 2–5) som Gabe, Jacks bror och vän
- Chelah Horsdal som Lori Matherfield, Trakarskys nyfikna granne och mamma till Ava
- Laine MacNeil som Ava Matherfield, Loris tonårsdotter
- Jerry Wasserman som Dean Weinstock
- Patrick Gilmore som Shaun, bartender och Ninas arbetsgivare
- Michael Hogan som Emmas pappa (säsong 2)
- Carmel Amit som Kylie (säsong 3), Emmas nya flickvän i Seattle
- Gabrielle Rose som Jack och Gabes mamma som hälsar på för att gottgöra Jack
- Robert Moloney som Ben (säsong 3-5), Izzys pappa, förlovar sig senare och gifter sig med Lala.

## Avsnitt
| Säsong | Avsnitt | Premiär       |
| ------ | ------- | ------------- |
| 1      | 10      | mars 2016     |
| 2      | 10      | februari 2017 |
| 3      | 10      | mars 2018     |
| 4      | 10      | april 2019    |
| 5      | 10      | juni 2020     |